# Neue Bachgesellschaft

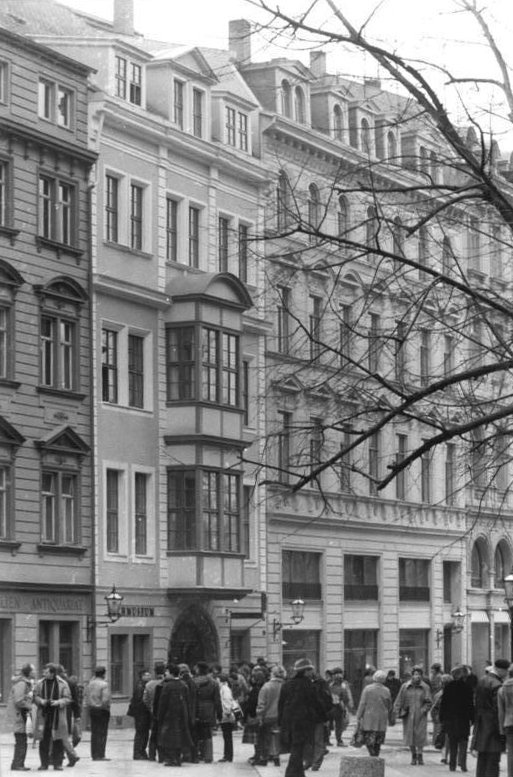
Bosehaus à Leipzig, ancien siège de l'association, aujourd'hui siège du Bach-Archiv.

La Neue Bachgesellschaft (NBG)1 (Nouvelle Société Bach) est une association à rayonnement international fondée à Leipzig le 27 janvier 1900. Elle a pour vocation de promouvoir et de diffuser la musique de Jean-Sébastien Bach, d’œuvrer pour une meilleure connaissance de sa vie et de son œuvre, et d’étudier son impact sur la postérité. Dans cet objectif, elle invite notamment à des festivals annuels, publie les Annales Bach et le Bulletin d'information, anime son musée Bach à Eisenach, soutient une Académie Bach en Europe de l’Est et a créé la Fondation Jean-Sébastien Bach.

## Histoire
Cette « Nouvelle Société Bach » se place dans la tradition de la Bach-Gesellschaft Leipzig fondée en 1850 par des personnalités telles que Robert Schumann, Franz Liszt, Louis Spohr et Moritz Hauptmann, alors cantor de l’église Saint-Thomas de Leipzig. Elle a pour but de publier une édition intégrale des œuvres de Jean-Sébastien Bach. L’objectif atteint en 1899 (Édition Breitkopf & Härtel, Leipzig 1851–1899), conformément à ses statuts, la Bach-Gesellschaft est dissoute lors de sa réunion le 27 janvier 1900 et fait place à la  Neue Bachgesellschaft .
Après la Seconde Guerre mondiale, période pendant laquelle ses actions sont suspendues, la société reprend ses activités. De 1962 à 1990, à l'époque de la division de l'Allemagne, elle existe avec une parité établie au sein du Comité de direction, dont les membres sont issus des deux États allemands ainsi que de pays non allemands. Elle encourage et soutient naturellement la parution de la Neue Bach-Ausgabe (Édition Bärenreiter, Kassel 1954-2007).
Aujourd’hui la Neue Bachgesellschaft compte plus de 3000 membres dans le monde entier. En 1997, Rudolf Klemm constitue à Paris une antenne pour les pays francophones et lance la publication d’un Bulletin d’Information en français. 

## Les publications
Depuis 2017, le Bulletin d’Information (en français et en allemand) est distribué avec le  Bach-Magazin , revue semestrielle éditée par le Bach-Archiv Leipzig . Une sélection d’articles du Bach-Magazin est traduite en français. Les Annales Bach ( Bach-Jahrbuch ) sont la publication en allemand la plus renommée de la recherche internationale sur le compositeur. Sur une centaine de pages, ce périodique le plus ancien qui lui est dédié, informe depuis 1904 sur l’état actuel de la recherche scientifique relative à Jean-Sébastien Bach et sa famille.

## La Maison Bach à Eisenach2
À la suite de la démolition en 1902 de  l’école Saint-Thomas à Leipzig, principal lieu du souvenir de Bach, la NBG achète la supposée maison natale du compositeur à Eisenach. En 1907, cette belle demeure bourgeoise du XVe siècle, située sur le Frauenplan, est aménagée en mémorial et devient le premier musée au monde consacré à la vie et à l’œuvre de J.-S. Bach. Les collections de partitions, documents, portraits, dessins et gravures, instruments anciens, meubles, décors, objets et vêtements de l’époque, témoignent de la vie de la famille Bach en Thuringe qui, sur sept générations, a engendré de très nombreux musiciens. La bibliothèque conserve plus de cinq mille volumes sur Bach et ses contemporains. Des expositions temporaires, des conférences ainsi que de petites auditions de musique sur divers instruments à clavier du milieu du XVIIIe siècle sont organisées à des heures régulières. 

## La Fondation Jean-Sébastien-Bach3
La Fondation a été créée par la NBG en mai 2011 à Eisenach, avec pour mission de préserver, promouvoir et diffuser l’œuvre du compositeur. Son objectif est de sensibiliser et familiariser les hommes et femmes, particulièrement la jeune génération, à la création de Bach en soutenant financièrement les lauréats des concours Bach. La Fondation soutient la NBG notamment dans les projets de la Bachhaus à Eisenach, en contribuant à la préservation et à l’enrichissement des collections du musée et en soutenant des projets spécifiques dans le cadre de la recherche et de la promotion de Bach.

## Festivals Bach (Bachfeste)
À l’initiative d’Hermann Kretzschmar, premier président de la NBG, l’association organise des festivals Bach itinérants. Le premier se déroule sur trois jours à Berlin en 1901, et le deuxième en 1904 à Leipzig. Depuis lors, à l'initiative et avec le soutien de la NBG, un festival a lieu chaque année dans une ville différente (Freiberg, Salzbourg, Mühlhausen, Tübingen, Rostock, entre de nombreuses autres) et en 2020, à l’image des réunions familiales légendaires, jadis, du clan Bach, le 95e Festival Bach invite les amis et les associations Bach du monde entier à se retrouver à Leipzig, où sont prévus plus de cent événements musicaux sous le titre « We are Family ». Outre ces événements en Allemagne, un premier « Europa Bach Festival » a lieu à Paris de septembre à décembre 2005, avec plus de 200 concerts, conférences et expositions.

## L’Académie Bach en Europe de l'Est
Depuis 1992, la NBG organise régulièrement une Académie Bach en Europe de l’Est, qui a pour  vocation de familiariser les jeunes musiciens de ces pays avec les œuvres de Bach et la pratique d’exécution. Avec le soutien entre autres de l'Institut Goethe et de la Ständige Konferenz Mitteldeutsche Barockmusik (MBM) cette académie se tient sept fois (entre 1992 et 1998) à Cluj-Napoca (Roumanie) et trois fois (entre 2004 et 2009) à Donetsk (Ukraine).4 Les Académies Bach à Donetsk sont organisées en coopération avec la Société Bach d'Ukraine basée à Donetsk, qui est membre de la NBG. Depuis 2016, à cause des affrontements politiques, elle n’a plus lieu à Donetsk, mais à Dnipro où s’est aussi déplacé le siège du Consulat général d’Allemagne. En 2018, la 7e Académie Bach en Ukraine a lieu à Dnipro.  À la suite des académies Bach en Roumanie et sous le patronage de la NBG, la Societatea Bach roumaine est fondée à Bucarest en 1998.5

## Présidents
- 1900–1902 Hermann Kretzschmar (Leipzig)
- 1902–1912 Georg Rietschel (Leipzig)
- 1912–1924 Hermann Kretzschmar (Berlin)
- 1924–1930 Julius Smend (Münster)
- 1930–1936 Walter Simons (Berlin)
- 1936–1945 Erwin Bumke (Leipzig)
- 1945–1949 Karl Straube (Leipzig)
- 1949–1975 Christhard Mahrenholz (Hanovre)
- 1975–1990 Hans Pischner (Berlin)
- 1990–1996 Helmuth Rilling (Stuttgart)
- 1996–2015 Martin Petzoldt (Leipzig)
- Depuis 2015 Christfried Brödel (Dresde)